# Sar Chāh
Sar Chāh (persiska: سر چاه) är en ort i Iran. Den ligger i provinsen Khorasan, i den östra delen av landet, 800 km öster om huvudstaden Teheran. Sar Chāh ligger 2 136 meter över havet och antalet invånare är 416.
Terrängen runt Sar Chāh är kuperad söderut, men norrut är den platt.Runt Sar Chāh är det glesbefolkat, med 12 invånare per kvadratkilometer. Närmaste större samhälle är Asadīyeh, 17,1 km sydost om Sar Chāh. Trakten runt Sar Chāh är ofruktbar med lite eller ingen växtlighet.